# ダイシン
ダイシン（英: DAISIN）は、株式会社アイリスプラザの社内カンパニーであるダイユニカンパニーが宮城県を中心にチェーン展開・運営するホームセンター。
株式会社ダイシン時代の方針は「暮らしと住まいのDIYセンター」であったが、アイリスプラザとの合併に伴い「ホームコンビニエンス」をコンセプトとする。

## 沿革
- 1975年（昭和50年） - 「有限会社大振」を設立、後ちに株式会社へ組織変更「株式会社ダイシン」その後2008年秋に発生したリーマンショックより、経営難となる[2]。
- 2008年（平成20年）12月1日 - 関係機関の救済依頼に応じてアイリスオーヤマが「株式会社ダイシン」を完全子会社化し、アイリスオーヤマグループになる。
- 2009年（平成21年）7月1日 - グループ企業のアイリスプラザに吸収合併され、同社のダイシンカンパニー（後にダイユニカンパニーへ改称）となる[3]。
- 2012年（平成24年）- 日本女子サッカーリーグ・ベガルタ仙台レディースのメインスポンサーとなる。
- 2014年（平成26年）2月28日 - 携帯電話向けサイト「ダイシンケータイ.com」のサービス終了[4]。
- 2023年（令和5年）8月4日 - 新業態であるダイシンのアンテナショップ「ダイシンネクスト」をハピナ名掛丁商店街に出店[5]。

## 店舗
すべて宮城県内。
- 幸町店（仙台市宮城野区）
- 長町店（仙台市太白区）
- 泉店（仙台市泉区）
- 長命ヶ丘店（仙台市泉区）
- 柳生店（仙台市太白区）
- 桂店（仙台市泉区）
- 南小泉店（仙台市若林区）
- ネクスト名掛丁店（仙台市青葉区）2023年8月4日開店[5]
- 古川店（大崎市）
- 矢本店（東松島市）
- 気仙沼店（気仙沼市）
- 大富店（大和町）
- 船岡店（柴田町）
- 岩沼店（岩沼市）
- 亘理店（亘理町）
- 白石店（白石市）2023年3月17日開店[6]

### 過去に存在した店舗
- 多賀城店（多賀城市）→万代書店多賀城店→ビデオショップスーパーｘｘ（ダブルエックス）
- 築館店（栗原市）
- 石巻店（石巻市） - 初代店舗は解体、2代目店舗は家具店跡地に入居し、「石巻蛇田店」として営業したが、2011年閉店。
- 風花柳生の森店 - ダイシンにて行っていたグリーンショップ&カフェを別事業部で行っていたが、閉店。現在は、「和雑貨・フォトスタジオなごみ」等、数店舗が敷地内で営業。
- 佐沼店（登米市） - 2010年8月29日閉店。建物は解体。
- 中田店（仙台市太白区） - 2011年9月開店。2023年6月30日閉店[7]。跡地はコーナンPRO中田店[8]。

## CM曲
- BruteRocks - Just So You Know[9]